# HMAS Bataan (I91)
«Батаан» (I91) (англ. HMAS Bataan (I91) — військовий корабель, ескадрений міноносець типу «Трайбл» Королівського військово-морського флоту Австралії за часів Корейської війн.
Ескадрений міноносець «Батаан» був замовлений 20 грудня 1939 року напередодні Другої світової війни. Закладка корабля відбулася 18 лютого 1942 року на верфі компанії Cockatoo Dockyard у Сіднеї. Спочатку корабель планувалося назвати «Chingilli», пізніше «Kurnai» (на честь племені австралійських аборигенів ганаї), проте, 15 січня 1944 року він був спущений на воду під ім'ям «Батаан» на честь подій на однойменному півострові у битві 1942 року, а 25 травня 1945 року увійшов до складу Королівських ВМС Австралії.
Корабель не встиг узяти участі в бойових діях Другої світової війни, хоча був присутнім на офіційній церемонії капітуляції Японської імперії в Токійській затоці. З 1950 року входив до складу сил ООН, виконуючи завдання з патрулювання і супроводу кораблів і суден до початку 1951 року.
Протягом 1952 року вдруге діяв поблизу Корейського півострову. 18 жовтня 1954 року виведений зі складу Королівського флоту Австралії до резерву, планувалося його переоснащення у протичовновий корабель, але 1957 році модернізація була скасована, у 1958 році «Батаан» проданий на брухт компанії T. Carr and Company у Сіднеї.
За проявлену мужність та стійкість у Корейській війні у складі військ ООН бойовий корабель відзначений бойовою відзнакою.

## Відео
- Australian destroyer HMAS Bataan (I91) launched — 15 January 1944